# Deuxième circonscription d'Ebinat
La deuxième circonscription d'Ebinat est une des 135 circonscriptions législatives de l'État fédéré Amhara, elle se situe dans la Zone Sud Gonder. Son représentant actuel est Tesfaye Getenet Amera.